# NGC 497
NGC 497 je galaksija u zviježđu Kit.

## Vanjske poveznice
- SEDS: NGC 497